# David Field
David Field – australijski aktor telewizyjny, filmowy i teatralny, reżyser.

## Kariera
Jego pierwszą rolą był drobny epizod w 1988 roku, w dramacie kryminalnym Ghosts... of the Civil Dead. W roku 2000 zagrał w biograficznym dramacie Chopper – w roli głównej wystąpił Eric Bana – grający rolę tytułowego zbrodniarza i sadysty. Rok później wystąpił w filmie Mój mąż zabójca – za tę rolę otrzymał główną nagrodę dla najlepszego aktora – przyznawaną przez Australijską Akademię Filmową. W roku 2003 wystąpił u boku Dennisa Hoppera w filmie Pechowe tournee, a w roku 2013 zagrał w filmie Bitwa potępionych – w roli głównej wystąpił Dolph Lundgren.
Największą popularność przyniosła mu rola Terry'ego Jarvisa w serialu City Homicide – zagrał w 59 odcinkach tego popularnego serialu. W roku 2000 nominowany do nagrody AFI/AACTA dla najlepszego aktora, za rolę w serialu Grass Roots.
Zagrał w innych wielu popularnych w Australii jak i za granicą serialach m.in.: Zatoka serc, A Country Practice czy Policjanci z Mt. Thomas.
W roku 2009 wyreżyserował film The Combination.
W Australii jest bardzo popularnym aktorem teatralnym. Występował m.in. na scenach: Perth – Playhouse Theatre, Adelaide – The Space czy Carlton – La Mama.

## Nagrody i nominacje
- Australijska Akademia Sztuk Filmowych i Telewizyjnych AFI/AACTA
  - 2000 nominacja za: Najlepszy gościnny występ w serialu dramatycznym – aktor, za serial Grass Roots (odcinek "Late September"),
  - 2001 wygrana za: Najlepszy aktor w filmie telewizyjnym lub miniserialu za film Mój mąż zabójca,
  - 2001 nominacja za: Najlepszy aktor drugoplanowy za film Wyrównanie rachunków[2].

## Filmografia

### Filmy fabularne
- 1988: Ghosts... of the Civil Dead jako Wenzil
- 1993: Dotknij mnie jako Roderick
- 1993: Broken Highway jako Tatts
- 1994: Wygnanie, (Exile) jako Timothy Dullach
- 1996: Bestia, (The Beast) jako Scranton
- 1996: Zatrzymać przeszłość, (To Have & to Hold) jako Stevie
- 1997: Żyć w Blackrock, (Blackrock) jako Ken Warner
- 1999: Partnerska rozgrywka, (Two Hands) jako Acko
- 2000: Przykładowi ludzie, (Sample People) jako TT
- 2000: Pan Wypadek, (Mr. Accident) jako Duxton Chevalier
- 2000: Chopper jako Keithy George
- 2001: Mój mąż zabójca, (My Husband My Killer) jako Bill Vandenberg
- 2001: Niepokonany, (Invincible) jako Slate
- 2003: BlackJack jako inspektor Kavanagh
- 2003: Wyrównanie rachunków, (Gettin' Square) jako Arnie DeViers
- 2003: Pechowe tournee, (The Night We Called It a Day) jako Bob Hawke
- 2004: Szukając siebie, (Tom White) jako Phil
- 2005: Pokarm, (Feed) jako ksiądz Turner
- 2007: Namiastka nieba, (Unfinished Sky) jako sierżant Carl Allen
- 2007: West jako Doug
- 2013: Bitwa potępionych, (Battle of the Damned) jako Duke
- 2013: Mystery Road jako Pan Bailey

### Seriale TV
- 1990: A Country Practice – 2 odcinki, jako Lenny Jackson
- 1991: Zatoka serc – 10 odcinków, jako Kenny Gibs
- 2000: Grass Roots – 2 odcinki, jako Daryl Kennedy
- 1997-2000: Szczury wodne – 4 odcinki, jako Warren Reith/Doug Harvey
- 2005: Niesamowita podróż – miniserial, jako Thomas
- 1995-05: Policjanci z Mt. Thomas – 4 odcinki, jako Charlie Biden/Michael Doyle
- 2007-2011: City Homicide – 59 odcinków, jako Terry Jarvis
- 2011: Wild Boys – 10 odcinków, jako kapitan Gunpowder

### Reżyser
- 2009: The Combination